# Ivor Novello Awards
De Ivor Novello Awards (bijgenaamd "The Ivors") zijn een beloning voor songschrijvers en componisten. The Ivors worden jaarlijks in Londen uitgereikt door de British Academy of Composers and Songwriters en zijn geïntroduceerd in 1955. De prijzen werden vernoemd naar de in Cardiff geboren Britse entertainer Ivor Novello.
De uitreikingen van The Ivors vinden ieder jaar in mei plaats en worden gesponsord door de Performing Right Society. De prijzen worden wereldwijd erkend als het belangrijkste podium voor erkenning en beloning van (Brits) talent op het gebied van liedjesschrijven en componeren. De prijs is een massief bronzen beeldje van Euterpe - de muze der lyrische poëzie.

## Prijswinnaars
Eerdere winnaars van deze prijs zijn onder andere:
- Adele
- Albert Hammond
- Amy Winehouse
- Annie Lennox
- Benny Andersson
- Björn Ulvaeus
- Brian May
- Cathy Dennis
- Damon Albarn
- Dave Stewart
- David Bowie
- David Gilmour (met Pink Floyd & solo)
- Dido
- Doctor Ian Anderson
- Duran Duran
- Eric Clapton
- Fran Healy
- Freddie Mercury (met Queen en solo)
- Gary Barlow
- George Michael
- Gilbert O'Sullivan
- Iain Archer
- Iron Maiden
- Jamiroquai
- Jeff Lynne
- Jimmy Webb
- John Lennon
- Joris de Man
- Kate Bush
- Kylie Minogue
- Lana Del Rey
- Lily Allen
- Lynsey de Paul
- Madness
- Madonna
- Martin Gore
- Mike Stock
- Mike Scott (met The Waterboys)
- Neil Innes
- Olive
- Pet Shop Boys
- Phil Collins (met Genesis & solo)
- PJ Harvey
- Radiohead
- Ray Davies
- Richard Thompson
- Robbie Williams
- Roger Hodgson (met Supertramp)
- Scott Matthews
- Sir John Dankworth
- Sir John Tavener
- Sir Paul McCartney
- Steve Marriott
- Sting
- The Darkness
- The Feeling
- The Shadows
- Yusuf Islam (Cat Stevens)